# Lista najkrócej urzędujących przywódców państwowych
Lista najkrócej urzędujących przywódców państwowych – lista obejmuje osoby, które sprawowały funkcję głowy państwa (lub pełniły zastępczo obowiązki głowy państwa) 1 tydzień (7 dni) lub krócej.

## Zestawienie chronologiczne

### Krócej niż 1 dzień
Zestawienie obejmuje osoby które sprawowały funkcję (pełniły obowiązki) głowy państwa krócej niż 1 dobę (24 godziny) lub 1 dzień kalendarzowy – personalia, funkcję, państwo i datę oraz opis sytuacji (o ile nie została ona opisana w następnym rozdziale).
| Przywódca                   | Portret | Państwo            | Sprawowany urząd                               | od                        | do                          | czas                      |
| --------------------------- | ------- | ------------------ | ---------------------------------------------- | ------------------------- | --------------------------- | ------------------------- |
| Ludwik XIX                  |         | Francja            | król                                           | 2 sierpnia 1830           | 2 sierpnia 1830             | ok. 20 minut              |
| Pedro Lascuráin Paredes     |         | Meksyk             | prezydent                                      | 18 lutego 1913            | 18 lutego 1913              | ok. 45 min.               |
| Arthur Seyss-Inquart        |         | Austria            | Pełniący obowiązki prezydenta                  | 13 marca 1938             | 13 marca 1938               | niecałą 1 godzinę         |
| Elio Di Rupo                |         | Belgia             | premier rządu Belgii pełniący obowiązki króla  | 21 lipca 2013             | 21 lipca 2013               | około 1 godziny           |
| Öwezgeldi Ataýew            |         | Turkmenistan       | pełniący obowiązki prezydenta                  | 21 grudnia 2006           | 21 grudnia 2006             | niecałe 2 godziny         |
| Dick Cheney                 |         | Stany Zjednoczone  | wiceprezydent pełniący obowiązki prezydenta    | 29 czerwca 2002 (7:09)    | 29 czerwca 2002 (9:24)      | łącznie 4 godziny 20 min. |
| Dick Cheney                 |         | Stany Zjednoczone  | wiceprezydent pełniący obowiązki prezydenta    | 21 lipca 2007 (7:16)      | 21 lipca 2007 (9:21)        | łącznie 4 godziny 20 min. |
| Kamala Harris               |         | Stany Zjednoczone  | wiceprezydent pełniąca obowiązki prezydenta    | 19 listopada 2021 (10:10) | 19 listopada 2021 (11:35)   | 1 godzina, 25 minut       |
| Diosdado Cabello            |         | Wenezuela          | wiceprezydent pełniący obowiązki prezydenta    | 13 kwietnia 2002 (11:28)  | 13 kwietnia 2002 (19:22)    | kilka godzin              |
| Augustyn Wołoszyn           |         | Karpato-Ukraina    | prezydent (samozwańczego państwa)              | 15 marca 1939 (12:00)     | 15 marca 1939 (18:00)       | ok. 8 godzin              |
| Bogdan Borusewicz           |         | Polska             | marszałek Senatu pełniący obowiązki Prezydenta | 8 lipca 2010 (8:30)       | 8 lipca 2010 (18:18:21)     | 9 godzin, 48 minut        |
| Mòdì                        |         | Państwo Jin        | cesarz                                         | 9 lutego 1234             | 9 lutego 1234               | około 12 godzin           |
| Agathe Uwilingiyimana       |         | Rwanda             | pełniąca obowiązki prezydenta                  | 6 kwietnia 1994 (20:20)   | 7 kwietnia 1994 (ok. 10:00) | około 14 godzin           |
| Michał II                   |         | Rosja              | cesarz/wielki książę (sporne)                  | 2 marca 1917              | 3 marca 1917                | około 16 godzin           |
| Wiktor Czernomyrdin         |         | Rosja              | pełniący obowiązki prezydenta                  | 5 listopada 1996 (7:00)   | 6 listopada 1996 (6:00)     | 23 godziny                |
| Jan Nepomucen Umiński       |         | Polska             | prezes Rządu Narodowego                        | 23 września 1831          | 23 września 1831            | 1 dzień                   |
| Piotr Kobylański            |         | Polska, Litwa, Ruś | Prezes Rządu Narodowego                        | 9 czerwca 1863            | 10 czerwca 1863             | 1 dzień                   |
| Jules Dufaure               |         | Francja            | tymczasowy prezydent                           | 30 stycznia 1879          | 30 stycznia 1879            | 1 dzień                   |
| David Rice Atchison         |         | Stany Zjednoczone  | p.o. prezydenta (sporne)                       | 4 marca 1849              | 4 marca 1849                | 1 dzień                   |
| Carlos Enrique Díaz de León |         | Gwatemala          | Tymczasowy prezydent Gwatemali                 | 27 czerwca 1954           | 28 czerwca 1954             | 1 dzień                   |

Krótszego niż 1 doba panowania doszukiwano się również w historii Portugalii. 1 lutego 1908 Ludwik Filip śmiertelnie ranny (po zamachu w Lizbonie, w którym zginął jego ojciec Karol I) miał panować przez 20 minut. Po tym czasie umarł i prawo do tronu przeszło na jego młodszego brata Manuela II. Jednakże z punktu widzenia prawa portugalskiego takie panowanie de facto nie miało miejsca, gdyż nie zostało proklamowane przez parlament.

### Tydzień lub krócej
| Przywódca                   | Portret | Państwo                      | Sprawowany urząd                                                     | od                            | do                            | czas    |
| --------------------------- | ------- | ---------------------------- | -------------------------------------------------------------------- | ----------------------------- | ----------------------------- | ------- |
| Muhammad Ali Salim          |         | Libia                        | pełniący obowiązki Przewodniczącego Powszechnego Kongresu Narodowego | 8 sierpnia 2012               | 9 sierpnia 2012               | 1 dzień |
| Maktum ibn Raszid al-Maktum |         | Zjednoczone Emiraty Arabskie | pełniący obowiązki prezydenta                                        | 2 listopada 2004              | 3 listopada 2004              | 1 dzień |
| Joseph Goebbels             |         | Niemcy                       | kanclerz III Rzeszy                                                  | 30 kwietnia 1945              | 1 maja 1945                   | 1 dzień |
| Mustafa Abdülhalik Renda    |         | Turcja                       | pełniący obowiązki prezydenta Turcji                                 | 10 listopada 1938             | 11 listopada 1938             | 2 dni   |
| Joseph Pholien              |         | Belgia                       | premier rządu Belgii pełniący obowiązki króla                        | 16 lipca 1951                 | 17 lipca 1951                 | 2 dni   |
| Wilfried Martens            |         | Belgia                       | premier rządu Belgii pełniący obowiązki króla                        | 4 kwietnia 1990               | 5 kwietnia 1990               | 2 dni   |
| Andreas Khol                |         | Austria                      | Przewodniczący Rady Narodowej pełniący obowiązki prezydenta          | 6 lipca 2004                  | 8 lipca 2004                  | 2 dni   |
| Barbara Prammer             |         | Austria                      | Przewodniczący Rady Narodowej pełniący obowiązki prezydenta          | 6 lipca 2004                  | 8 lipca 2004                  | 2 dni   |
| Thomas Prinzhorn            |         | Austria                      | Przewodniczący Rady Narodowej pełniący obowiązki prezydenta          | 6 lipca 2004                  | 8 lipca 2004                  | 2 dni   |
| Osborne Riviere             |         | Dominika                     | pełniący obowiązki premiera                                          | 6 stycznia 2004               | 8 stycznia 2004               | 2 dni   |
| Giennadij Janajew           |         | ZSRR                         | pełniący obowiązki prezydenta                                        | 19 sierpnia 1991              | 21 sierpnia 1991              | 3 dni   |
| Dục Đức                     |         | Wietnam                      | cesarz                                                               | 20 lipca 1883                 | 23 lipca 1883                 | 3 dni   |
| Dipendra                    |         | Nepal                        | król teoretycznie, w jego imieniu stryj Gyanendra                    | 1 czerwca 2001                | 4 czerwca 2001                | 4 dni   |
| Xhafer Ypi                  |         | Albania                      | Przewodniczący Tymczasowego Komitetu Administracyjnego               | 9 kwietnia 1939               | 12 kwietnia 1939              | 4 dni   |
| Inajatullah Chan            |         | Afganistan                   | król                                                                 | 14 lutego 1929                | 17 lutego 1929                | 4 dni   |
| André Tardieu               |         | Francja                      | pełniący obowiązki prezydenta                                        | 7 maja 1932                   | 10 maja 1932                  | 4 dni   |
| Stefan II                   |         | Stolica Apostolska           | papież (sporne)                                                      | 22 lub 23 marca 752           | 25 lub 26 marca 752           | 3 dni   |
| Krateros                    |         | Macedonia                    | król                                                                 | 399 p.n.e.                    | 399 p.n.e.                    | 4 dni   |
| Shefqet Verlaçi             |         | Albania                      | Tymczasowa głowa państwa                                             | 12 kwietnia 1939              | 16 kwietnia 1939              | 5 dni   |
| Imrameszaw                  |         | Egipt                        | faraon                                                               | ok. 1765 p.n.e.               | ok. 1765 p.n.e.               | 4 dni   |
| Jan I Pogrobowiec           |         | Francja · Nawarra            | król (teoretycznie, w jego imieniu stryj Filip jako regent)          | 15 listopada 1316             | 20 listopada 1316             | 5 dni   |
| Siergiej Aksionow           |         | Krym                         | premier                                                              | 17 marca 2014                 | 21 marca 2014                 | 5 dni   |
| Manuel Merino               |         | Peru                         | prezydent                                                            | 10 listopada 2020             | 15 listopada 2020             | 5 dni   |
| Gabriel Narutowicz          |         | Polska                       | prezydent                                                            | 11 grudnia 1922               | 16 grudnia 1922               | 6 dni   |
| Nigʻmatilla Yoʻldoshev      |         | Uzbekistan                   | pełniący obowiązki prezydenta                                        | 2 września 2016               | 8 września 2016               | 6 dni   |
| Zimri                       |         | Królestwo Izraela            | Król Izraela (królestwo północne)                                    | 886, 885, 884 albo 876 p.n.e. | 886, 885, 884 albo 876 p.n.e. | 7 dni   |

## Więcej niż dwóch przywódców państwa w ciągu 24 godzin
Zestawienia obejmują pełnienie funkcji głowy państwa w ciągu jednego dnia lub jednej doby (24 godziny) kolejno przez trzy osoby w danym państwie, a także komentarz – opis sytuacji:
- Francja, 2 sierpnia 1830: Karol X, Ludwik XIX, Henryk V. (królowie)

Ludwik XIX – po abdykacji swego ojca Karola X był przez ok. 20 minut teoretycznie królem Francji „z prawa” (nie koronowanym) po czym abdykował na rzecz swego bratanka Henryka V. Ta sytuacja uznawana jest przez część monarchistów jako prawowite sprawowanie władzy.
- Polska 23 września 1831 – Bonawentura Niemojowski, Jan Nepomucen Umiński, Maciej Rybiński (prezesi Rządu Narodowego z funkcją regenta po detronizacji Mikołaja I).

Rząd Narodowy sprawujący formalnie najwyższą władzę wykonawczą w Królestwie Polskim podczas powstania listopadowego miał tego dnia 3 prezesów.
- USA 4 marca 1849: James Polk, David Rice Atchison, Zachary Taylor (2 prezydenci i 1. p.o. prezydenta)

Prezydent James Polk i wiceprezydent George M. Dallas zakończyli swoją kadencję 4 marca 1849. Tego dnia miał zostać zaprzysiężony prezydent elekt Zachary Taylor, jednak odmówił złożenia przysięgi w niedzielę. W związku z tym, z braku prezydenta i wiceprezydenta, tymczasowym prezydentem na okres tego jednego dnia został z urzędu kolejny w sukcesji prezydenckiej przewodniczący pro tempore Senatu Atchison.
W opinii wielu historyków i znawców konstytucji Atchison nie mógł być prezydentem, choćby de jure, ponieważ: Nie został – wbrew konstytucji – zaprzysiężony na to stanowisko, choćby na ten jeden dzień Urząd nie był nieobsadzony, gdyż, wedle tej samej konstytucji, termin urzędowania elekta zaczął się automatycznie wraz z końcem kadencji Polka (ale Taylor nie złożył jeszcze przysięgi). Atchison mógł być najwyżej p.o. prezydenta, ale zapytany, co będzie robić w okresie swej prezydentury, odpowiedział: „pójdę do łóżka”.
- Francja, 30 stycznia 1879: Patrice de Mac-Mahon, Jules Dufaure, Jules Grévy (prezydenci)

Po ustąpieniu prezydenta Mac Mahona tymczasowo obowiązki prezydenta przejął premier Jules Armand Dufaure, lecz jeszcze tego samego dnia prezydentem został Jules Grévy.
- Meksyk, 18 lutego 1913: Francisco Madero, Pedro Lascuráin Paredes i Victoriano Huerta (prezydenci). 18 lutego 1913 prezydent Francisco I. Madero został obalony przez generała Victoriano Huertę. Aby nadać puczowi pozory legalności Huerta usunął ze stanowisk wiceprezydenta José María Pino Suáreza i prokuratora generalnego. W tej sytuacji prezydentura przeszła na ministra spraw zagranicznych, którym był Lascuráin (o godzinie 17). Lascuráin mianował Huertę ministrem spraw wewnętrznych, pierwszym w jego linii sukcesji, a następnie zrezygnował (o godzinie 17:45). Zatem jego prezydentura trwała 45 minut.
- Rosja, 15–16 marca 1917 : Mikołaj II, Michał II, Gieorgij Lwow (2. monarchowie i 1. premier)

15 marca 1917 car Mikołaj II abdykował na rzecz swego brata Michała. Panowanie Michała II trwało jednak zaledwie jedną noc. Wskutek ciężkiej sytuacji w kraju, już następnego dnia odmówił przyjęcia tronu rosyjskiego, przekazując władzę na rzecz władz tymczasowych z ks. Gieorgijem Lwowem jako Premierem p.o. głowy państwa. Akt ten podpisał posługując się tytułem wielkiego księcia. Opinie co do faktu, czy należy zaliczać go do cesarzy rosyjskich, są podzielone. Nie został koronowany, formalnie odmówił przyjęcia tronu, nie posługiwał się tytułem cesarskim, ani też nie sprawował rzeczywistej władzy. Z drugiej strony, to na jego rzecz abdykował Mikołaj II i to on wydał ostatni akt o znaczeniu państwowym sygnowany przez dom Romanowów.
- Wenezuela 13 kwietnia 2002: Pedro Carmona, Diosdado Cabello, Hugo Chávez

Podczas przewrotu w Wenezueli Pedro Carmona został ogłoszony prezydentem w miejsce Hugo Cháveza jednak po 2 dniach Chávezowi udało się przejąć inicjatywę. Po upadku krótkich rządów Carmony przez kilka godzin władzę sprawował Cabello jako wiceprezydent do powrotu Cháveza.
- Turkmenistan 21 grudnia 2006: Saparmyrat Nyýazow, Öwezgeldi Ataýew, Gurbanguly Berdimuhamedow
21 grudnia 2006 zmarł prezydent Turkmenistanu – Saparmyrat Nyýazow i zgodnie z konstytucją jego obowiązki przeszły na przewodniczącego parlamentu, Öwezgeldi Ataýew, który jednak niemal natychmiast został uwięziony i oskarżony o „czyny niegodne zajmowanej funkcji”, zaś obowiązki prezydenta przejął wicepremier Gurbanguly Berdimuhamedow[47]
- Polska, 8 lipca 2010: Bronisław Komorowski, Bogdan Borusewicz i Grzegorz Schetyna (p.o. prezydenta)

Obowiązki Prezydenta tymczasowo wykonywali: Bronisław Komorowski (Marszałek Sejmu – do rezygnacji z mandatu poselskiego ok. 8:15), Bogdan Borusewicz (ok. 10 godzin) – Marszałek Senatu i Grzegorz Schetyna – Marszałek Sejmu (od wyboru na Marszałka Sejmu ok. 18:00).
Sytuacje, w których w ciągu niepełnych 2 dni (lecz ponad 1 dobę) 3 osoby pełniły formalnie urząd szefa rządu – realnego przywódcy państwa:
- Niemcy (III Rzesza) – 30 kwietnia – 1 maja 1945: Adolf Hitler, Joseph Goebbels, Lutz Schwerin von Krosigk

W testamencie politycznym A.Hitler wyznaczył J.Goebbelsa jako swojego następcę na stanowisko kanclerza Rzeszy. Dlatego też przez ok. 29 godzin po śmierci Hitlera (30 kwietnia 1945 ok. godziny 15:50) Goebbels zajmował formalnie urząd kanclerza Rzeszy. 1 maja 1945 ok. godziny 20:30 Goebbels wraz z żoną popełnił samobójstwo. Na urząd kanclerza Rzeszy został desygnowany przez Prezydenta Rzeszy Karla Dönitza Lutz Schwerin von Krosigk, który odmówił przyjęcia tego urzędu jako kanclerz i został ministrem spraw zagranicznych i tym samym „głównym ministrem” z władzą kanclerza.